# Ameivula xacriaba
Ameivula xacriaba — вид ящірок родини теїдових (Teiidae). Ендемік Бразилії. Описаний у 2014 році.

## Поширення і екологія
Ameivula xacriaba мешкають на Бразильському нагір'ї в штаті Мінас-Жерайс, зокрема у національних парках Кавернас-ду-Перуасу і Гранді-Сертан-Вередас. Вони живуть в саванах серрадо.